# Svartbandad dvärgciklid
Svartbandad dvärgciklid, även kallad torped-dvärgciklid (Taeniacara candidi) är en fiskart som beskrevs av Myers, 1935. Arten är den enda i det monotypiska släktet Taeniacara i familjen ciklider (Cichlidae). Inga underarter finns listade i Catalogue of Life.